# Los Cedros, Sinaloa
Los Cedros är en ort i Mexiko.   Den ligger i kommunen Choix och delstaten Sinaloa, i den nordvästra delen av landet, 1 200 km nordväst om huvudstaden Mexico City. Los Cedros ligger 523 meter över havet och antalet invånare är 214.
Terrängen runt Los Cedros är kuperad. Runt Los Cedros är det mycket glesbefolkat, med 7 invånare per kvadratkilometer. Närmaste större samhälle är Choix, 17,2 km väster om Los Cedros. I omgivningarna runt Los Cedros växer i huvudsak blandskog.